# Neotatea duidae
Neotatea duidae är en tvåhjärtbladig växtart som först beskrevs av Clarence Emmeren Kobuski och Steyerm., och fick sitt nu gällande namn av Irene Weitzman. Neotatea duidae ingår i släktet Neotatea och familjen Calophyllaceae. Inga underarter finns listade i Catalogue of Life.